# Chlumy
Chlumy település Csehországban, a Dél-plzeňi járásban. Chlumy Mileč, Oselce és Nekvasovy településekkel határos. Lakosainak száma 105 fő (2024. január 1.).

## Népesség
A település lakosságának változását az alábbi diagram mutatja:
| Lakosok száma | 292  | 298  | 277  | 198  | 134  | 90   | 198  | 204  | 103  | 105  |
|               | 1869 | 1890 | 1921 | 1950 | 1980 | 2001 | 2017 | 2019 | 2022 | 2024 |